# Little America (serie de televisión)
Little America es una serie de televisión antológica estadounidense producida para Apple TV+. Se estrenó el 17 de enero de 2020. La serie se renovó para una segunda temporada en diciembre de 2019, antes del estreno de la serie.

## Sinopsis
Little America busca "ir más allá de los titulares para ver la vida divertida, romántica, sincera, inspiradora e inesperada de los inmigrantes en Estados Unidos, en un momento en que sus historias son más relevantes que nunca".

## Reparto

### The Manager
- Suraj Sharma como Kabir
- Eshan Inamdar como Kabir joven
- Ishan Gandhi como Kabir preadolescente

### The Jaguar
- Jearnest Corchado como Marisol
- Melinna Bobadilla como Gloria
- John Ortiz como Squash Coach

### The Cowboy
- Conphidance como Iwegbuna
- Tom McCarthy como Professor Robbins
- Chinaza Uche como Chioke
- Ebbe Bassey como Mma Udeh

### The Silence
- Mélanie Laurent como Sylviane
- Zachary Quinto como Spiritual Leader
- Bill Heck como Jack

### The Baker
- Kemiyondo Coutinho como Beatrice
- Innocent Ekakitie como Brian
- Susan Basemera como Yuliana

### The Grand Prize Expo Winners
- Angela Lin como Ai
- X. Lee como Bo
- Madeleine Chang como Cheng

### The Rock
- Shaun Toub como Faraz
- Shila Vosough Ommi como Yasmin
- Justin Ahdoot como Behrad

### The Son
- Haaz Sleiman como Rafiq
- Adam Ali como Zain

## Producción
El 8 de febrero de 2018, se anunció que Apple estaba desarrollando una serie de televisión basada en la colección de historias reales "Little America" presentada en Epic Magazine. El show será escrito por Lee Eisenberg, Kumail Nanjiani y Emily V. Gordon, quienes también serán productores ejecutivos junto a Alan Yang, Joshuah Bearman y Joshua Davis. Arthur Spector actuará como coproductor ejecutivo. Las compañías de producción involucradas con la serie incluyen Universal Television. El 19 de junio de 2018, se anunció que Apple había dado a la producción un pedido de serie. El programa comenzó a filmarse en Nueva Jersey a principios de 2019; sin embargo, el episodio "The Son", sobre un solicitante de asilo gay de Siria, fue filmado en Canadá porque la Orden ejecutiva estadounidense 13780 impidió que algunos de sus actores pudieran ingresar a los Estados Unidos para filmar.
En diciembre de 2019, Apple renovó la serie para una segunda temporada.